# Ophiothrix lepidus
Ophiothrix lepidus is een slangster uit de familie Ophiotrichidae.
De wetenschappelijke naam van de soort werd in 1893 gepubliceerd door Perceval de Loriol.